# Oreste Grossi
Oreste Grossi (Livorno, 14 marzo 1912 – Livorno, 16 febbraio 2008) è stato un canottiere italiano, medaglia d'argento nella gara di otto con nel Canottaggio ai Giochi olimpici di Berlino 1936, medaglia d'oro con lo stesso armo ai campionati europei Amsterdam 1937 e di bronzo a Milano 1938.

## Gli Scarronzoni
Grossi faceva parte della Unione Canottieri Livornesi, gli atleti di questa società erano soprannominati "scarronzoni", il termine derivava dal loro sgraziato modo di ragatare. In particolare gli equipaggi dell'otto degli scarronzoni, si misero in luce nelle manifestazioni internazionali di canottaggio a cavallo degli anni 1920 e 1930, sia a livello di Giochi olimpici che di campionati europei.
Grossi, fu l'ultimo a morire, nel 2008 a 96 anni a seguito di una crisi respiratoria collegata al malore che l'aveva colpito qualche giorno prima, nonostante l'età avanzata era ancora lucido ma aveva qualche difficoltà di deambulazione. Aveva ricoperto ruoli dirigenziali anche in ambito nazionale.

## Palmarès
| Anno | Manifestazione     | Sede      | Evento   | Risultato |
| ---- | ------------------ | --------- | -------- | --------- |
| 1936 | Giochi olimpici    | Berlino   | Otto con | Argento   |
| 1937 | Campionati europei | Amsterdam | Otto con | Oro       |
| 1938 | Campionati europei | Milano    | Otto con | Bronzo    |